# Jana Eyrová (seriál, 1973)
Jana Eyrová je československý dramatický televizní seriál vzniklý v produkci Československé televize, která jej také v roce 1973 vysílala. Čtyřdílná minisérie je adaptací románu Jana Eyrová spisovatelky Charlotte Brontëové, podle scénáře Josefa Boučka ji natočila režisérka Věra Jordánová. Seriál pojednává o mladé Janě Eyrové, která se jako učitelka dostane do šlechtické rodiny Rochesterů.

## Příběh
Osmnáctiletá Jana Eyrová, která je sirotkem, je jako učitelka a vychovatelka přijata na šlechtické sídlo Thornfield, kde má učit malou Adélku, schovanku pana Rochestera. Jana během svého pobytu na zámku odhaluje tajemství rodiny Rochesterů a sama se do mladého a energického Edwarda zamiluje.

## Obsazení
- Marta Vančurová jako Jana Eyrová
- Jan Kačer jako Edward Rochester
- Věra Petáková jako Marie, služebná
- Hana Kreihanslová jako paní Fairfaxová
- Jaroslava Adamová jako Lada Poolová
- Magda Reifová jako Adélka
- Ladislav Kazda jako Jan, sluha
- Viola Zinková jako Lea
- Josef Langmiler jako Richard Mason
- Radoslav Brzobohatý jako pastor Rivers
- Lída Grossmannová jako Hana

## Produkce
Televizní minisérie vznikla podle stejnojmenného románu anglické spisovatelky Charlotte Brontëové. V hlavních rolích se představili Marta Vančurová a Jan Kačer, scénář napsal Josef Bouček, seriál natočila v roce 1972 režisérka Věra Jordánová. Pro exteriéry využili filmaři zámek Hrádek u Nechanic.
Hudbu složil Vadim Petrov.

## Vysílání
Minisérii Jana Eyrová uvedla Československá televize na I. programu v dubnu 1973. První díl měl premiéru 20. dubna 1973, v následujících dnech byly odvysílány další, takže poslední díl byl uveden 23. dubna 1973. Seriál byl zařazen do podvečerního vysílání, začátky jednotlivých dílů o délce od 49 do 61 minut byly v rozmezí od 17.40 do 18.00 hodin.

### Seznam dílů
| Č. v seriálu | Režie          | Scénář       | Datum premiéry |
| ------------ | -------------- | ------------ | -------------- |
| 1            | Věra Jordánová | Josef Bouček | 20. dubna 1973 |
| 2            | Věra Jordánová | Josef Bouček | 21. dubna 1973 |
| 3            | Věra Jordánová | Josef Bouček | 22. dubna 1973 |
| 4            | Věra Jordánová | Josef Bouček | 23. dubna 1973 |

## Přijetí
Zhodnocení v listu Tvorba konstatovalo, že v příběhu s nevyváženým tempem, který „klouže od sentimentálního milostného románku až k horrorovým scénám“, neměly postavy možnost dramatického vývoje, na což podle autora textu doplatila Marta Vančurová. Naopak Jan Kačer se své úlohy, dle Tvorby, zhostil s potřebným odstupem. List zhodnotil, že „[r]ežisérka Věra Jordánová se příliš soustředila na vytvoření tajemné, romantické atmosféry a neudržela dílo v jedné stylové rovině“.
Jiří Moc ve své publikaci Seriály od A do Z z roku 2009 uvedl, že diváci si seriál oblíbili díky českým hercům (oproti jiným adaptacím), kvalitní produkci a charismatu Marty Vančurové.